# Knapp (Lüdenscheid)
Knapp ist ein zentraler Stadtteil der Kreisstadt Lüdenscheid im westlichen Sauerland, Nordrhein-Westfalen und gehört zum statistischen Bezirk 01 (Innenstadt/Staberg/Knapp). Das Gebiet reicht von der Weststraße bis zur Bahnhofstraße und von der Winkhauser Straße bis zum zentral gelegenen Rathausplatz. Der Stadtteil wird vollständig von der Knapper Straße durchzogen. Im Südosten von Knapp liegt die Innenstadt, im Nordwesten schließt sich der Stadtteil Grünewald an. Die evangelische Christuskirche steht im Norden des Stadtteils.

## Beleuchtungskonzept
Es soll ein Wettbewerb für die Beleuchtung im Quartier der „Denkfabrik“ (rund um das Bahnhofsgelände) geben. Es handelt sich bei den sieben Standorten um: die Christuskirche, die Fassade des Entwicklungs- und GründerCentrum EGC (am Bahnhof direkt), das denkmalgeschützte Stromhäuschen am Fußweg von der Polizeistation am Bahnhof zur Martin-Niemöller-Straße, den großen Pendelturm auf dem Erweiterungsbau der Phänomenta am Bahnhof, die historischen Fassaden entlang der Bahnhofstraße, den Quartiersplatz „Knapper Schule“, und die dezente Beleuchtung des Weges über den Friedhof:
- Die Beleuchtung der Christuskirche soll identitätsstiftend wirken und das 66 Meter hohe Bauwerk als weithin sichtbare Landmarke erscheinen lassen.
- Das EGC am Bahnhof sei dank seiner auffälligen Fassade ein prägendes Gebäude, das aus verschiedenen Blickwinkeln immer anders wirke. Dies soll künftig auch abends so sein.
- Auf dem Weg vom Rathausplatz ins Bahnhofsquartier liegt das denkmalgeschützte Stromhäuschen Baujahr 1920, das ebenfalls beleuchtet werden soll.
- Wie das künftige Phänomenta-Pendel am Bahnhof in Szene zu setzen ist, wolle das Rathaus ebenfalls von Lichtplanern wissen.
- Die kleinteiligen Fassaden an der Bahnhofstraße sollen ebenfalls neu beleuchtet werden.
- Für den „Quartiersplatz Knapper Schule“ gehe es bei der Beleuchtung um das historische Gebäude, wie auch die Platzfläche mit verschiedenen Nutzungen und Wegeverbindungen.
- Außerdem soll der Weg über den evangelischen Friedhof beleuchtet werden. Er soll auch in der „dunklen Jahreszeit“ sicher begangen werden können, auch als direkte Verbindung vom Bahnhofsviertel zum Wohngebiet Wehberg.[1]

## Bildungseinrichtungen

### Knapper Schule und zugehörige Sporthalle

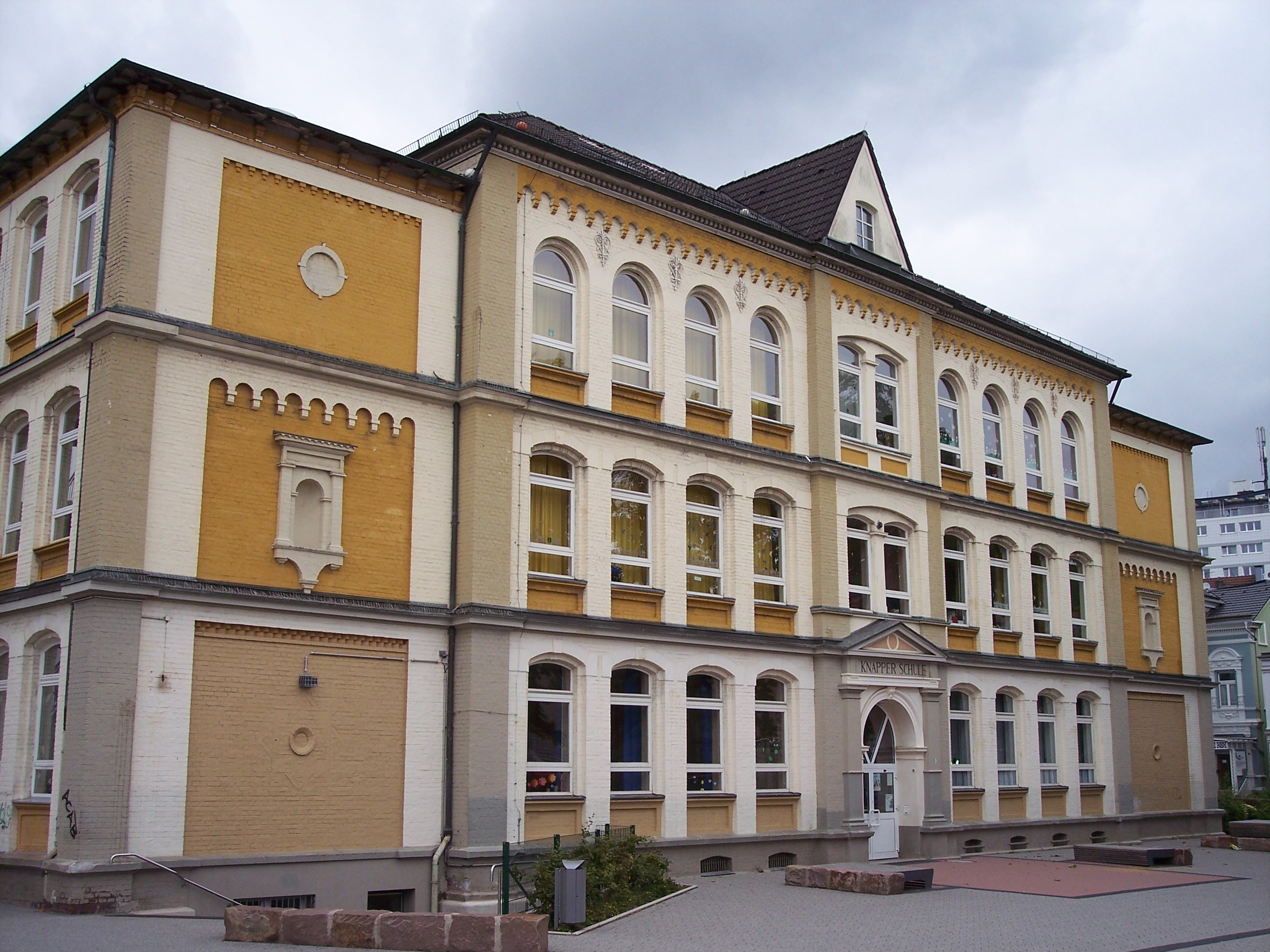
Knapper Schule

Die offene Ganztagsgrundschule „Knapper Schule“ ist bereits seit 1886/1887 in ihrem alten Gebäude an der Lessingstraße 14 beheimatet. Das Gebäude wurde damals erbaut, da die vorher in Lüdenscheid existierenden Elementarschulen nicht mehr für die wachsende Bevölkerung im Westen der Stadt ausreichten. Das Gebäude gehört seit 1989 außerdem als Nr. 86 zur Liste der Baudenkmäler in Lüdenscheid.
Die parallel liegende Sporthalle wird neben dem Schulsport der Knapper Schule auch von vielen Sportvereinen als Domizil genutzt.

### Kindertagesstätte „Theodor Fliedner“
Zusätzlich gibt es an der Nordstraße 4 die evangelische Kindertagesstätte „Theodor Fliedner“. 2011 wurde sie auch für die Betreuung von Kindern unter drei Jahren ausgebaut.

## Geschichte
Eines der historischen Gebäude aus der späteren Gründerzeit ist das Haus Lessingstraße 4. Vor allem viele Stilelemente aus der Renaissance schmücken den Bau besonders aus. Das Gebäude gehört seit 1984 außerdem als Nr. 6 zur Liste der Baudenkmäler in Lüdenscheid.
Die Christuskirche an der Knapper Straße 56 ist heute neben der Erlöserkirche die zweite große evangelische Kirche in der Innenstadt und mit 1.200 Sitzplätzen das größte Gotteshaus im Märkischen Kreis und hatte auch eine zentrale Bedeutung in der Entwicklung des Stadtteils. Der Bau der großzügigen, aber angesichts des Bedarfs nicht überproportionierten Christuskirche erfolgte 1900–1902. Architekt war Gustav Adolf Fischer aus Barmen. Nötig geworden war der Bau durch das starke Bevölkerungswachstum in den anliegenden Stadtteilen. Das Gebäude gehört seit 1986 außerdem als Nr. 52 zur Liste der Baudenkmäler in Lüdenscheid.
Am 3. Oktober 1986 wurde die durch die Stadt neugestaltete Knapper Straße eingeweiht. Ein Gedenkstein in der mittleren Knapper Straße erinnert heute noch an die Eröffnung.

## Sehenswertes
Die unterschiedlichen Architekturstile des Stadtteils Knapp sowie die ausgedehnte Geschäfts- und Gastronomiewelt laden zu Spaziergängen ein. Am Bahnhof sowie dem nahegelegenen Rathaus- und Sternplatz selbst kann man die massive Entwicklung der umliegenden Stadtteile am besten betrachten. Für Kinder gibt es einige neu gestaltete Spielplätze in dem Stadtteil.
Am nördlichen Rand des Stadtteils befindet sich das Science Zentrum Phänomenta Lüdenscheid. Hier gibt es 120 interaktive Experimentierstationen, die das Interesse an naturwissenschaftlichen Zusammenhängen bei den Besuchern wecken soll.

## Stadtbild

### Albrechtstraße
Auch das Gebäude Albrechtstraße 1, das zu einer Baugruppe aus dem Beginn des 20. Jahrhunderts zählt, hat aufgrund seiner historischen Architektur einen durchaus relevanten Denkmalwert. Dadurch wurde das Gebäude 1991 als Nr. 111 zur Liste der Baudenkmäler in Lüdenscheid hinzugefügt. Auch dieses Gebäude ist heute in Privatbesitz.

### Denkfabrik
Durch die Umgestaltung des Bahnhofsgeländes von Lüdenscheid zu einer „Denkfabrik“ soll auch der Stadtteil Knapp neue Impulse erhalten.
Vor allem der Schulhof an der Knapper Schule sowie der anliegende Theodor-Schulte-Platz sollen durch Fördergelder massiv aufgewertet werden. Anfang Juli 2013 wurde bekanntgegeben, dass innerhalb der nächsten 12 Monate dort ein neu gestalteter Quartiersplatz entstehen soll, unter anderem mit einer Schulhoferweiterung, einem Forum und einer Bühne, mit Rutschenturm und Klettergerüst für die Kinder, sowie mit neuen Bodenbelägen und ausgebautem Parkraum. Die Bürger konnten im Zuge der Vorplanungen bereits ihre Vorstellungen einbringen. Als übergeordnetes Ziel hat die Stadt eine Aufwertung des kompletten Areals ausgegeben. Das Projekt soll mit vorbereitenden Kanalarbeiten und Baumfällungen auf dem Schulgelände starten. Beides soll lt. der Stadtverwaltung von Lüdenscheid in den Sommerferien geschehen. Der eigentliche Spatenstich für das Platz-Projekt soll dann nach den Sommerferien 2013 erfolgen. Vorgesehen seien dabei mehrere Bauabschnitte. Einschränkungen für Schulkinder und Anwohner sowie auch Sperrungen und Baulärm seien naturgemäß ebenfalls im Zuge der Umbauarbeiten zu erwarten. Ungeachtet dessen müsse die freie Zufahrt für die Feuerwehr gewährleistet bleiben. Wenn die Arbeiten nach Plan verlaufen, soll der neue Quartiersplatz im Frühjahr 2014 fertig sein.
Außerdem gibt es durch das Projekt „Denkfabrik“ ein Förderprogramm für Hausbesitzer, die ihre Gebäude und deren Umfeld aufwerten und sanieren wollen. Der ganze Stadtteil soll dadurch gepflegter und zugleich attraktiver werden. Um die Kommunikation mit den Bürgern vereinfachen zu können, hat die Stadtverwaltung von Lüdenscheid ein Stadtumbaubüro an der Knapper Straße 41 eingerichtet.
Von Seiten der Stadt Lüdenscheid wird überlegt, ob 2016 auch eine Art von Stadtumbaubüro für die Alt- und Oberstadt in der Innenstadt eingerichtet werden soll, wie es bereits an der Knapper Straße 41 am Knapp existiert. Am Knapp hätte das Stadtumbaubüro bereits zu spannenden Ergebnissen und zahlreichen Kontakten geführt.

### Karlstraße
Am Anfang der Karlstraße wurde im Frühjahr 2013 die bestehende kleine Grünanlage komplett umgestaltet. Es ist dort eine Außensitzfläche für einen nebenliegenden Gastronomiebetrieb entstanden. Die Stadtverwaltung hat mit dem Betreiber des Gastronomiebetriebes nach mehreren Ortsterminen und Gesprächen einen Vertrag geschlossen, in dem sie auf die Rondell-Sitzecke verzichtet. Zudem darf das bestehende Beet an der Stelle etwas tiefer ausgebuchtet werden, so dass Stellplätze für mehrere Tische und Stühle entstanden sind, was durch ein Mäuerchen abgegrenzt wird. Es sollte aber auf jeden Fall ein Rest Beetfläche rund um den dortigen Baum bestehen bleiben. Der Gastronom hatte zudem die Vorgabe, das Pflaster baulich anzupassen.

### Knapper Straße
In dem Stadtteil findet man heute Häuser aus verschiedenen Bauepochen. Er ist größtenteils von Mehrfamilienhäusern geprägt. Auf ganzer Länge der Knapper Straße befinden sich viele Geschäfte in den unteren Etagen der Gebäude.
Ein zentrales Bauprojekt des Stadtteils war die Umgestaltung eines Hauses an der Knapper Straße 34, das vorher einen Supermarkt und Elektronikmarkt enthalten hatte. Dieses wurde nach und nach zu einem Gesundheitszentrum mit mehreren gesundheitsrelevanten Geschäften und Arztpraxen umgebaut. Nachdem weitere Geschäfte aus dem Gebäude bis zum 31. Dezember 2012 ausgezogen waren, konnten ab dem 2. Januar 2013 die Bauarbeiten für eine Erweiterung des Gesundheitszentrums weiter vorangetrieben werden. Mittlerweile sind die Bauarbeiten am Gesundheits- und Facharzt-Zentrum abgeschlossen. Für die Besucher und Patienten gibt es einen ausreichend großen Parkplatz, welcher von der kleinen Herderstraße angefahren wird. Auch von hier aus gelangen die Patienten stufenfrei zu den Arztpraxen und Geschäften.
Quer gegenüber an der Knapper Straße 59 hatte vor einigen Jahrzehnten eine Krankenkasse ihre große Regionaldirektion dort errichten lassen. Das Gebäude enthält neben der Krankenkassenverwaltung auch weitere Geschäfte im unteren Geschoss.
Durch den Weggang von vielen Geschäften gab es in den letzten Jahren massive Leerstände in den Geschäftslokalen des Stadtteils. Allerdings ist es mittlerweile gelungen, auch wieder neue Branchen für die Geschäftsräume des Stadtteils zu begeistern. Es gibt nun neben vielen Apotheken, gesundheitsrelevanten Geschäften und Arztpraxen, eine Vielzahl von anderen Geschäften und gastronomischen Betrieben.
Das Gebäude der Knapper Straße 46 ist ein historisch interessanter Bau. 1905 wurde es von einer Konsumgenossenschaft errichtet. Die Konsumgenossenschaften hatten es sich zum Ziel gemacht ihren Mitgliedern – zumeist Angestellte oder Arbeiter – preiswerte Waren aller Art anbieten zu können, indem sie größere Posten zu geringeren Preisen angekauft haben und diese dadurch preisgünstiger als normal an ihre Mitglieder weitergeben konnten. Das Gebäude gehört seit 1990 außerdem als Nr. 105 zur Liste der Baudenkmäler in Lüdenscheid. Heute ist das Gebäude in Privatbesitz.
Ein weiteres interessantes Denkmal ist die aus Bronze gegossene, 2,55 m hohe Skulptur „Großer Wächter“ von Georg Kolbe, die seit 1960 in einer kleinen Grünanlage bei der Einmündung der Lösenbacher in die Knapper Straße steht. Im Lüdenscheider Volksmund erhielt die Bronzestatue aufgrund der darstellenden Figur auch oft den Namen „Bogenschütze“. Die Skulptur ist heute im Eigentum der Bundesrepublik Deutschland und gehört ebenfalls als Nr. 156 zur Liste der Baudenkmäler in Lüdenscheid.

### Lessingstraße
Ein weiteres denkmalgeschütztes Haus liegt gegenüber der „Knapper Schule“ in der Lessingstraße 15. Es gehört seit mehreren Jahren ebenfalls als Nr. 94 zur Liste der Baudenkmäler in Lüdenscheid.
Erwähnenswert ist außerdem der schmale Bau der Lessingstraße 3. Dieses Gebäude gehört wie die anderen Denkmäler auch als Nr. 116 zur Liste der Baudenkmäler in Lüdenscheid.

### Parktheater
Im äußersten Nordwesten des Stadtteils Knapp, an der Parkstraße 19, befindet sich der zu Beginn der 1950er Jahre für die belgischen Streitkräfte errichtete Komplex aus Parkbad und Parktheater an der vorderen Parkstraße. Seit ein paar Jahren beherbergt das Gebäude ein Kinozentrum mit sieben Sälen. Im ehemaligen Theaterfoyer des Kinos blieb die prunkvolle Ausstattung der Erbauungszeit größtenteils erhalten.

### Selbsthilfezentrum
Nach knapp 20 Jahren in den alten Räumen ist das Selbsthilfezentrum von Lüdenscheid vom Logenhaus in der Freiherr-vom-Stein-Straße im Stadtteil Innenstadt zu seinem neuen Standort an der Friedrichstraße 30/30a im Stadtteil Knapp umgezogen. Der Umzug erfolgte im Laufe des April 2013. Insgesamt umfassen die neuen Räume eine Fläche von 230 Quadratmetern. Neben einem 130 Quadratmeter großen Gruppenraum gibt es auch einen kleineren Gruppenraum mit rund 20 Quadratmetern. Außerdem gibt es eine Küchenzeile, eine barrierefrei zugängliche Toilette sowie Büroräume, in denen die Verwaltung des Selbsthilfezentrum untergebracht ist.
Auch der Zugang zu den Räumen ist behindertengerecht umgebaut worden. Zudem ist das Mobiliar erneuert werden. Bis zu 40 Vertreter im Arbeitskreis der Selbsthilfegruppen treffen sich dort regelmäßig. Insgesamt gebe es unter dem Dach des Paritätischen 150 Gruppen im gesamten Märkischen Kreis. Das Netzwerk werde lt. dem Fördervereinvorsitzenden des Zentrums immer größer. Dies sei eine sehr schöne Entwicklung.

### Skatehalle am Jahnplatz
Quer gegenüber dem Parktheater liegt die Skatehalle am Jahnplatz, die durch den Verein Skate-Club-Sauerland e. V. betrieben wird.

## Verkehrsanbindung

### Bahnverkehr
Die nächstliegenden Bahnhöfe sind der Bahnhof Lüdenscheid und alternativ im Lüdenscheider Stadtteil Brügge der Bahnhof Brügge (Westfalen). Der Bahnhof Lüdenscheid ist in 5–10 Gehminuten erreichbar, während man den Bahnhof Brügge (Westfalen) gut mit dem Auto oder per Bus in ca. 20–25 Fahrminuten erreichen kann.

### Busverkehr
Die Anbindung des Stadtteils an den öffentlichen Personennahverkehr erfolgt vor allem durch die Buslinie 40 sowie viele weitere innerstädtische und regionale Buslinien der Märkischen Verkehrsgesellschaft (MVG) und des Busverkehr Ruhr-Sieg (BRS).
Wichtige Bushaltestellen des Stadtteils sind: „Christuskirche“, „Lessingstraße“, „Friedrichstraße“, „Bahnhof“, „Hauptpost“, „Martin-Niemöller-Straße“, „Herderstraße“, „Rathausplatz“, „AOK“ und „Augustastraße“.

### Straßenverkehr
Die Anbindung an das Bundesautobahnnetz erfolgt über die nahegelegene Abfahrt Nr. 13 Lüdenscheid-Nord der Bundesautobahn A 45. Die A 45 führt im Norden nach Hagen und Dortmund und im Süden nach Siegen, Wetzlar, Gießen und Frankfurt am Main. Weitere Anschlussstellen sind die Abfahrten Nr. 14 Lüdenscheid und Nr. 15 Lüdenscheid-Süd der  A 45. Auch die beiden Bundesstraßen B54 und B 229 liegen in der Nähe vom Knapp und sind innerhalb weniger Fahrminuten erreichbar. Innerhalb von Knapp gibt es einige Parkmöglichkeiten.